# Kõinastu laid
Kõinastu laid is een eiland binnen de territoriale wateren van Estland. Het ligt tussen de eilanden Saaremaa en Muhu, in een gedeelte van de Oostzee dat Väinameri wordt genoemd. Bestuurlijk valt het onder de gemeente Saaremaa.

## Geografie

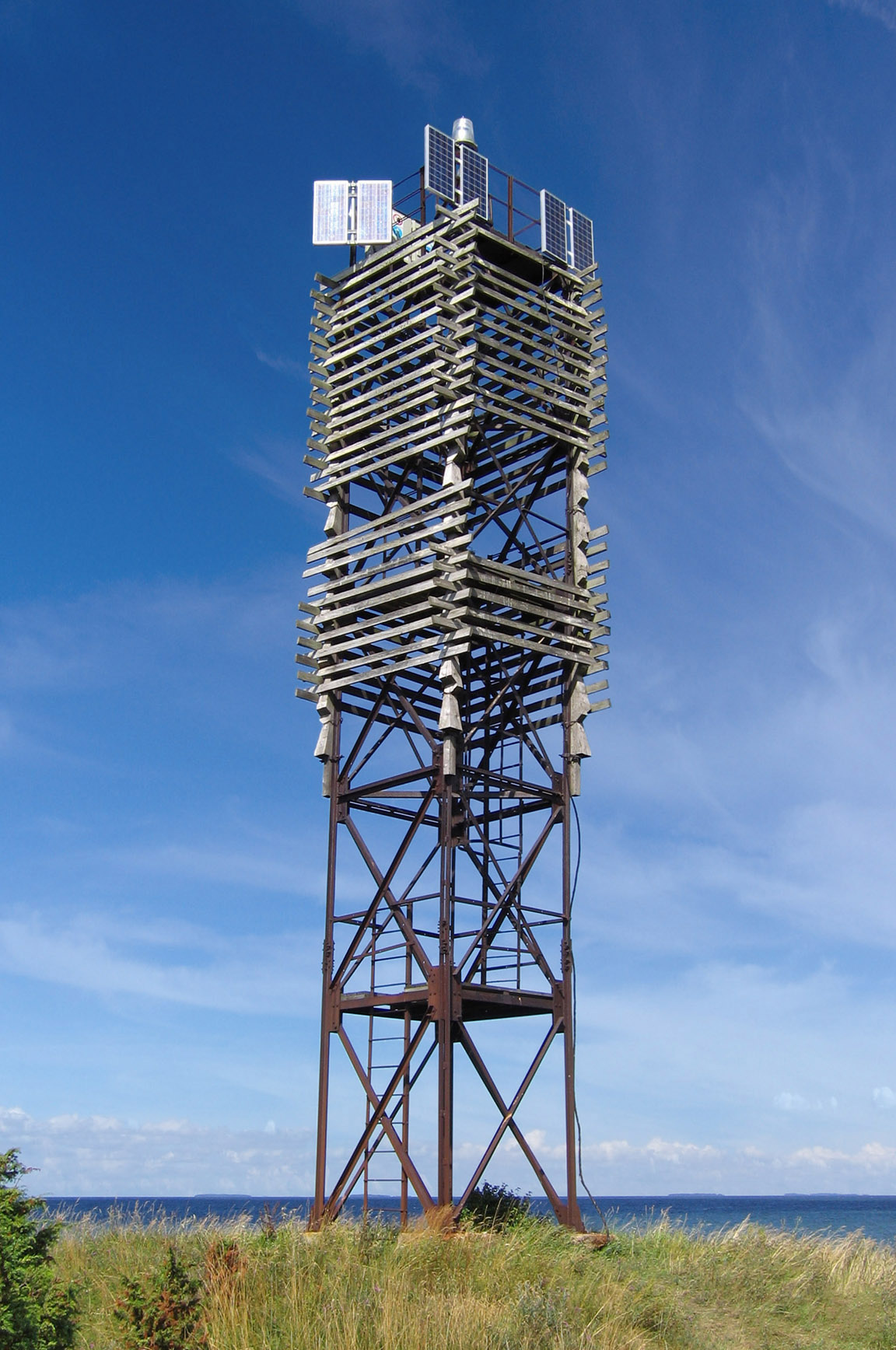
Lichtbaken op Kõinastu laid

Het eiland heeft een oppervlakte van 2,62 km². Op het eiland ligt één dorp, Kõinastu, met 6 inwoners (2021). Het hoogste punt van het eiland is 7 meter hoog. Het wordt voor een deel gebruikt om vee op te laten grazen, een ander deel is bos. Ook is een deel bedekt met jeneverbesstruiken. Het water tussen Muhu en Kõinastu laid is ondiep en ligt soms helemaal droog, dus het eiland is gemakkelijk bereikbaar.
Op het eiland worden 369 plantensoorten aangetroffen, waarvan 16 beschermd. Een deel van het eiland staat op de nominatie om te worden opgenomen in het Natura 2000-netwerk.

## Geschiedenis
In de middeleeuwen heette het eiland Drotzenholm. Het viel onder het landgoed van Maasi. Kort na 1750 kreeg Kõinastu zijn eigen landgoed. Kerkelijk viel het eiland onder de parochie van Jaani.
In 1834 had Kõinastu nog 73 inwoners. Dat werden er geleidelijk minder. Na 1965 waren er perioden dat er niemand woonde.